# Imperi de Gaza

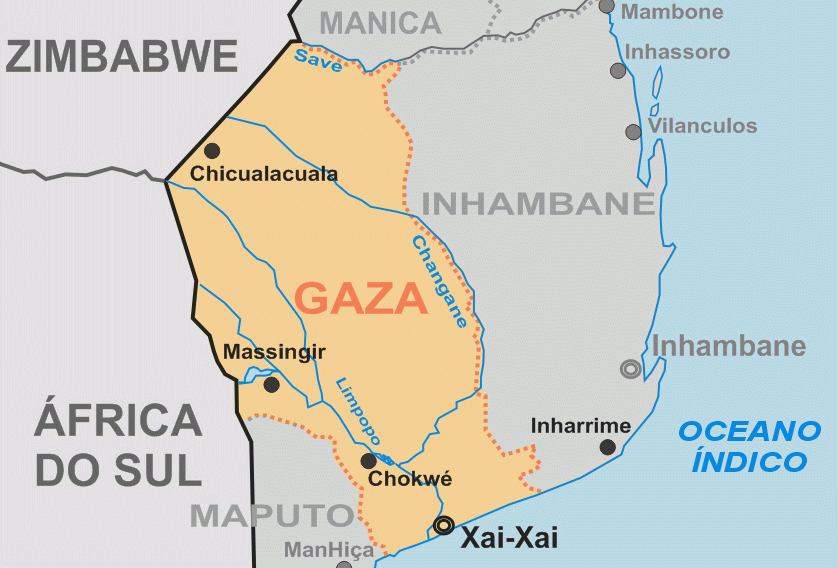
Mapa de l'actual província moçambiquesa de Gaza les fronteres de la qual coincideixen aproximadament amb les de l'imperi.

L'Imperi de Gaza fou un estat fundat per Soshangane (també conegut com a Manicusse, 1821-1858) a l'altiplà del riu Sabi mitjà estenent el seu control entre els rius Komati (Incomati) i Zambezi, i incorporant a les poblacions locals tsonga i xona. Els grups que van envair Moçambic foren els jere dirigits per Zwangendaba i els ndwandwe dirigits per Soshangane, que en conjunt foren coneguts com a nguni per la seva llengua (que és la mateixa que els swazis, els zulus i els xhosa). Els nguni es van barrejar amb els tsonga (els vátua dels portuguesos, formats pels ronga, ndzawu, xona i chopi); el poble resultant fou anomenat inicialment per Soshangane com a gaza, del nom del seu avi Gaza, i després amaShangane, per ell mateix, i va originar els modern shangaan. Soshangane va imposar la llengua i costums nguni als tsonga i va establir el sistema militar del rei zulu Shaka.
Els principals rivals del rei zulu Shaka eren els ndwandwe, dirigits per Zwide, que havia expulsat als ngwane de Matiwane cap al Highveld i als ngwane de Sobhuza al nord cap al riu Pongola, darrere la zona d'influència zulu on Sobhuza va establir l'estat de Swaziland, que va prendre el nom del seu successor Mswati; un altre grup menor estava dirigit per Nxaba. El conflicte civil fou conegut com a mfecane. El 1820 i 1823 Shaka va derrotar l'exèrcit de Zwide que es va fraccionar en diversos grups: Zwide es va retirar de la lluita el 1823 però els seus generals es van dirigir al nord (1820, 1823…) i entre ells Soshangane.
Així doncs el 1820 es va produir la invasió de terres de l'Àfrica austral pels exèrcits nguni; Soshangane dirigia l'exèrcit que va ocupar finalment els territoris dels moderns Zimbàbue oriental i Moçambic occidental i inicialment la rodalia de la Badia Delagoa. Els efectes de la invasió es van fer notar a la Badia Delagoa el 1820. El 5 de juny de 1821, les terres del regne de Catembe eren atacades per sorpresa, i el rei Capela va demanar refugi al governador del presídio de Lourenço Marques, Caetano de Costa Matoso. Com que Capela tenia un acord amb els portuguesos, Costa Matoso va oferir coure i missanga (abaloris) al cap dels nguni, Inhaboza, a canvi de la seva retirada de Catembe, la qual va aconseguir temporalment; a mitjans de juliol els nguni atacaven les terres de dos reis de la zona de la badia, Matola i Moamba. El 22 de juliol, uns mil cinc-cents homes dirigits pel fill d'Inhaboza, van anar al presídio i van demanar més regals (bous, abaloris i coure). Els portuguesos només disposaven de 25 soldats i poca munició, però Costa va fingir més poder del que tenia i va aconseguir un bon tracte i finalment va aconseguir del fill del cap nguni, una vaca blanca que simbolitzava la pau.
Altres amenaces o atacs es van produir a la regió de Rios de Sena i a Inhambane. El setembre de 1822 va arribar a la badia Delagoa el capità (després vicealmirall) W. F. W. Owen, de la marina reial britànica, amb la missió de cartografiar la costa est del cap de Bona Esperança, portant les corresponents credencials del govern portuguès. Owen va desembarcar i es va presentar al governador Pereira; la guarnició estava en estat d'indisciplina i amenaçada per la fam, i Pereira estava escrivint una carta en la qual demanava el seu trasllat per malaltia. Owen, en el seu relat, del qual la veracitat plena ha estat posada en dubte, diu que el seu campament fou atacat pels nguni, i que no va rebre ajut dels portuguesos, i fins i tort afirma que va evitar l'atac dels nguni al presidi portuguès.
El 1828 Shaka va enviar un exèrcit dirigit per Dingana (o Dingane) i Mhlangana, però aquestes forces foren afectades per la manca de provisions i les malalties, i Soshangane els va poder derrotar a les acaballes del 1828. Grups de tsonga es van desplaçar llavors cap al sud i van derrotar a altres grups que vivien al nord de la regió de Natal, o a l'oest cap al Transvaal on es van establir entre Zoutspansberg al nord i Barberton i Nelspruit al sud-est amb algun grup establert més a l'oest, fins a Rustenburg. Soshangane es va traslladar llavors més al nord, al Sabi mitjà, on ja s'havia establert Zwangendaba i Nxaba; les tribus dels tres caps van conviure en harmonia fins al 1831, quan es van enfrontar Zwangendaba i Soshangane, i el primer fou derrotat i va haver de fugir; llavors Soshangane va atacar a Nxaba, que es va retirar cap a la moderna Tanzània. El triomfador va establir un imperi que fou anomenat Gaza o Kwa Gaza, i el poble va rebre el nom de gaza o el d'amaShangane (shangaan). Al seu zenit dominava entre el Zambezi i la badia Delagoa, amb capital a Manjacazi a la moderna província de Gaza. Incloïa parts del sud-est del modern Zimbàbue i seguia cap al riu Save, les províncies de Manica i Sofala, la moderna província de Gaza i la moderna província de Maputo incloent-hi zones de l'actual Sud-àfrica.
Més tard, el 26 de juliol de 1833 la segona onada de ngunis dirigida pel cap Dingana va arribar a la badia Delagoa.
A la mort de Soshangane l'11 d'octubre de 1858 el va succeir el seu fill Mawewe, que probablement no era l'hereu designat, però va deixar territoris als seus germans; el 1859 es va enfrontar als seus germans als que va arrabassar els territoris que dominaven; un germà, Mzila o Muzila, suposat hereu legítim, va fugir als Transvaal (a les muntanyes Zoutpansberg) on va organitzar un exèrcit amb ajut del portuguès João Albasini, casat amb una dona bòer, i que de Lourenço Marques s'havia traslladat a Lounde per fer el comerç entre el Transvaal i la badia Delagoa, i des del 1858 era vicecònsol portuguès a la República d'Àfrica del Sud (Zuid Afrikaansche Republiek, ZAR, coneguda com a República del Transvaal); Albasini tenia empleats molts tsonga que li feien de indhuna (capdavanters, obridors de camins) i defensors de la seva casa-fortalesa al peu del Piesangkop prop de la moderna ciutat de Makhado, i que antigament s'anomenava Louis Trichardt; els tsonga consideraven a João Albasini (al que anomenaven com a Jiwawa) el seu cap i per orde seva van ajudar a Mzila, i més tard van servir a Paul Kruger en la lluita contra el cap venda Makhato i van rebre terres a Schoemansdal; Mzila també tenia el suport d'altres comerciants de Lourenço Marques interessats a tenir un rei amic a Gaza. El 1861 Mzila va tornar a Gaza, va derrotar el seu germà i va ocupar el poder. Encara va recuperar Mawene el control el 1862, però finalment es va imposar Mzila, amb el suport dels caps de l'àrea de Magude, i Mawene va fugir a Swaziland on va demanar l'ajut del rei Mswati I; la lluita es va acabar el 1864 amb la victòria definitiva de Mzila i amb Mawene establert al nord de Swaziland on va morir el 1872. La capital del regne es va traslladar a Mossurize al nord del riu Save a la moderna província de Manica.

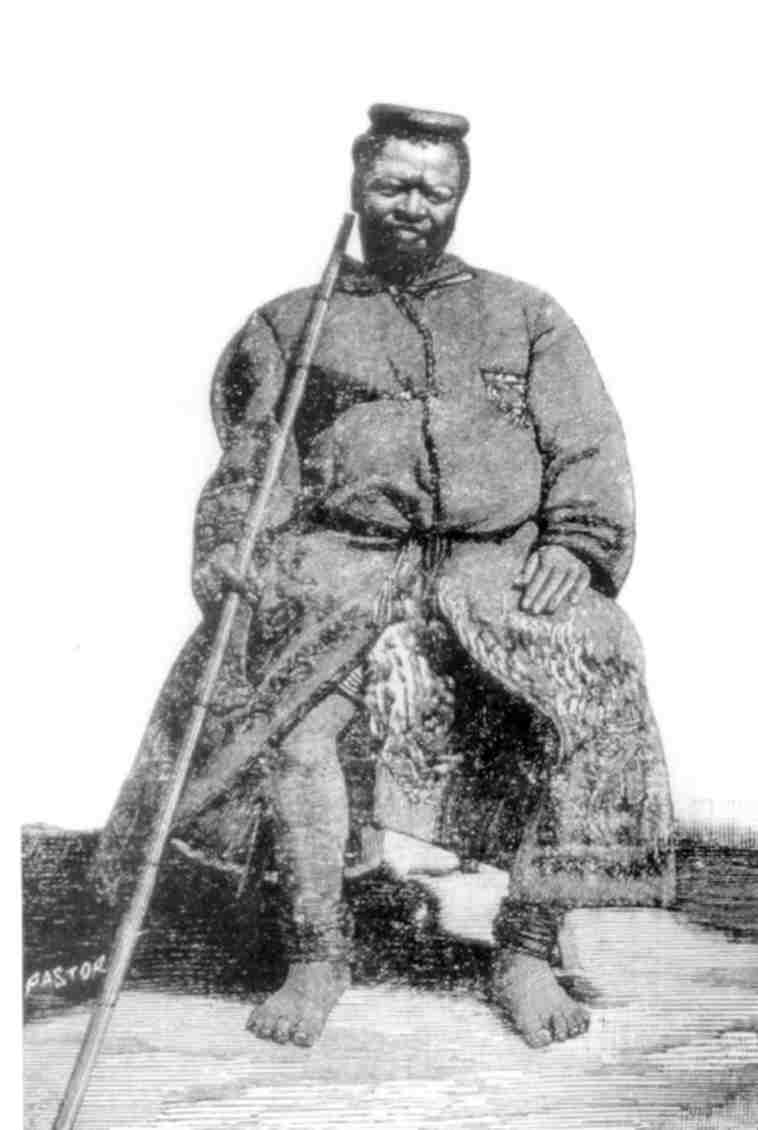
Gungunhana. Gravat del 1895.

A la mort de Mzila, l'agost de 1884, el va succeir el seu jove fill Gungunhana que va retornar la capital a Manjacazi el 1889, pressionat pels portuguesos; va intentar assimilar als tsonga i resistir als portuguesos, fins que finalment fou deposat per aquestos el desembre de 1895 i enviat desterrat a les Açores on va morir el 1906. El 1896 es va revoltar Magigane, però la seva rebel·lió fou dominada pels portuguesos el 20 de juliol de 1897

## Llista de reis
- Manukozi o Manicusse Soshangane 1828-1858
- Mawewe 1858-1861
- Mzila 1861-1862
- Mawewe (segona vegada) 1862
- Mzila (segona vegada) 1862-1884
- Gunganhana 1884-1895
- Magigane (revoltat) 1896-1897